# Bihale
Bihale (w latach 1977–1981 Zawodzie) – wieś w gminie Wielkie Oczy, powiecie lubaczowskim, w województwie podkarpackim, położona na Płaskowyżu Tarnogrodzkim w dolinie Lubaczówki.
Na przełomie XVI i XVII wieku Biehale położona była w województwie bełskim. Wieś klucza łukawieckiego biskupów przemyskich.
W II Rzeczypospolitej wieś w powiecie lubaczowskim województwa lwowskiego. W latach 1941–1946 nacjonaliści ukraińscy z OUN-UPA zamordowali tutaj 14 Polaków.
W latach 1975–1998 miejscowość administracyjnie należała do województwa przemyskiego.
Wieś jest siedzibą rzymskokatolickiej parafii Opieki Matki Bożej Uzdrowienia Chorych. We wsi znajduje się drewniana cerkiew greckokatolicka z 1821 r., po 1948 r. użytkowana jako kościół parafialny.

## Części wsi
| SIMC    | Nazwa  | Rodzaj     |
| ------- | ------ | ---------- |
| 0613033 | Glinki | część wsi  |
| 0613040 | Niwa   | część wsi  |
| 0613056 | Sople  | przysiółek |

## Kościół

### Cerkiew Greckokatolicka
Parochia w Bihalach została erygowana przez Jana Płazę, starostę Lubaczowskiego w 1588 roku, który w dokumencie z 22 maja 1588 roku sprzedał popowstwo z półłankiem ziemi, Janowi popowiczowi z Krowicy. Pierwsza cerkiew została zbudowana przez Jaroszyńską (dziedziczkę wsi). Cerkiew ta spłonęła w 1821 roku, i w tym samym roku została zbudowana nowa cerkiew drewniana, przez miejscowego gospodarza Ilko Pochodaja. W 1825 roku zbudowano kopułę, a w 1843 roku dachy wyłożono gontami, w 1872 roku pomalowano polichromie. W 1830 roku parochia była wzmiankowana w Schematyzmie Greckokatolickiej Eparchii Przemyskiej: Bihale Parochia. Eccl. ad Protectionem B.M.V. Patronus Titl. D. Joannes Eques de Potoczki Epp. Prem.  Parochus Vacat. In Matre Numerus Animarum Gr. Cath. 427. In Filiali Nowa Grobla cum Czerniawka 205, In Filiali Łukawiec c. Eccl. ad S. Demetrium M. 552. Summa 1184. Parochia istniała do 1945 roku.

### Kościół Rzymskokatolicki
Pozostała cerkiew została w 1948 roku zaadaptowana na kościół filialny Rzymskokatolickiej parafii w Łukawcu. 22 sierpnia 1978 roku została utworzona Samodzielna Expozytura w Zawodziu (Bihale). Parafia Bihale została erygowana 1 marca 1979 roku przez bp Marian Rechowicza (Administratora apostolskiego) w Lubaczowie. Do parafii liczącej 590 wiernych należą: Bihale, Glinka, Hamernia, Niwa, Nowa Grobla, Ruda, Sople.
Proboszczowie parafii Bihale.
1978–1985. ks. Mieczysław Kornaga.
1985–1996. ks. Władysław Gudz.
1996–2005. ks. Piotr Gałczyński.
2005–2008. ks. Jerzy Tworek.
2008–2019. ks. Michał Grela.
2019– nadal ks. Mieczysław Startek.

## Oświata
Początki szkolnictwa w Galicji według Austriackich Szematyzmów Galicji i Lodomerii są datowane na 1869 rok, kiedy to powstała szkoła ludowa filialna w Bihalach, a nauczycielem był Jan Glibowicz.
W latach 1870–1872 nie było nauczyciela (posada nieobsadzona), w latach 1873–1874 szkoła w szematyzmach nie jest wymieniana.
Ponownie w latach 1875–1880 była posada nieobsadzona. W latach 1870–1892 szkoła w Bihalach była filialna, a od 1893 roku już 1-klasowa. W 1910 roku szkoła posiadała drugiego nauczyciela-pomocnika, którym był Mikołaj Krućka.
Kierownicy szkoły w Bihalach
1869: Jan Glibowicz
1870–1872: posada nieobsadzona
1975–1880: posada nieobsadzona
1880–1881: Maria Sohopałka
1881–1883: Jędrzej Buła
1883–1885: Jerzy Szumski
1885–1886: Antoni Maksymowski
1886–1887: Stefan Kmiecik
1887–1891: Leontyna Lityńska
1891–1892: Maria Starzewska
1892–1897: Marian Kwiatkowski
1898–1901: Jan Tabaczek
1901–1903: Paulina Lisikiewicz
1903–1905: Mikołaj Stroński
1905–1906: Maria Feszczyszyn
1906–1914: Emil Skiba

## Zobacz
- gromada Bihale
- Gromada Łukawiec